# شیوه‌های دلپذیر آوریل
شیوه‌های دلپذیر آوریل چهارمین مجموعه شعر رؤیا زرین است که به عنوان برگزیده ششمین دوره جایزه شعر خبرنگاران معرفی شده‌است.

## معرفی
شیوه‌های دلپذیر آوریل چهارمین مجموعه شعر رؤیا زریناین مجموعه، شعرهای اجتماعی، سیاسی و عاشقانهٔ مرا دربر می‌گیرد که این مضمون‌ها در هم تنیده و در هم بافته‌اند. نویسنده از سانسور شماری از سروده‌های این مجموعه گفته بود و دربرگیرنده شعرهای سال‌های ۱۳۸۷ تا ۱۳۸۹ است. همین که نباشی؛ زمین راه خودش را می‌رود، مال بچگی نبودیم، دنیا دو کلمه است، و البته اولین باری که گریه کرد، همه‌چیز آماده نبود، شکل نگاه‌های روبه‌روست، توت‌ها، همیشه ربطی هست، ۱۰ فرمان کیشلوفسکی، متنفرم از بحث‌های داغ، دوستت دارم، مثل طعم انار، فصل درو بود، مصائب آدم، و ترس از جمله عنوان‌های شعرهای این مجموعه هستند.

## جوایز
- شیوه‌های دلپذیر آوریل در ششمین دوره جایزه شعر خبرنگاران به عنوان برگزیده معرفی شد.[۵] داوری این دوره از رقابت را علیرضا بهرامی، ساره دستاران، یاسین نمکچیان، لادن نیکنام و محمد ولی‌زاده بر عهده داشتند.[۶][۷]

## نقد و بررسی
من کار خودم را می‌کنم. خودم را با کسی مقایسه نمی‌کنم. من زندگی و شیوهٔ نگاه و نگارش خودم را دارم و تجربه‌هایی که سمباده‌ام کشیده‌اند و دیگران هم به همین سیاق منحصر به فرد هستند.

- رسول رخشا شاعر و منتقد در معرفی نقد این کتاب گفته‌است: «شیوه‌های دلپذیر آوریل جدیدترین مجموعه از شاعری است که به گمانم می‌توان خصوصیات و صفات حرفه ای شعر و رفتار با آن را در کارش دنبال کرد. رؤیا زرین سعی می‌کند علاوه بر تغییر فضا و موقعیت – نسبت به کارهای پیشین اش - در رفتار با زبان شعرهایش هم متفاوت عمل کند، توجه به فرم شعرهای این دفتر باعث شده که تلاش او در عبور از شرایط نرم و طبیعی در آثارش برجسته شود، در حقیقت انگار شاعر تمام تمرکزش را صرف می‌کند تا با تجربه‌های تازه مدام خودش را با معیارهای جدیدی بسنجد وسعی کند دست کم روبنا یا نمایی متفاوت از معماری آثارش ارایه دهد. رؤیا زرین در این مجموعه سعی دارد که نگاهی پروژه ای و مقطعی به شعرهایش داشته باشد در این کتاب در دو بخش ژوئیه و شیوه‌های دلپذیر آوریل تنظیم شده‌است می‌توان این تلاش حرفه‌ای رادید.

تلاش برای نا متعارف بودن در نام گذاری کتاب و فصل‌هایش هم دیده می‌شود، هرچند، جز ژستی که سعی کرده‌است شعوری شاعرانه از خود بجا بگذارد از آن چیزی بجا نمانده واین اسم‌ها ربطی - حتی بیرونی - به شعرها ندارند. به گواهی خوانده‌های پیشین ام از رؤیا زرین من شعرهای او را شعرهای پسندیده و پذیرنده ای می‌دانم و عملاً این را می‌گذارم متری برای شعرهای رؤیا زرین، اما این متر مرا آنقدر مجاب نمی‌کند که نقدهایم را پنهان کنم از شاعری که تمام سعیش را می‌کند تا قامتی حرفه‌ای برای خود وآثارش نگاه دارد.»